# The Game Tour

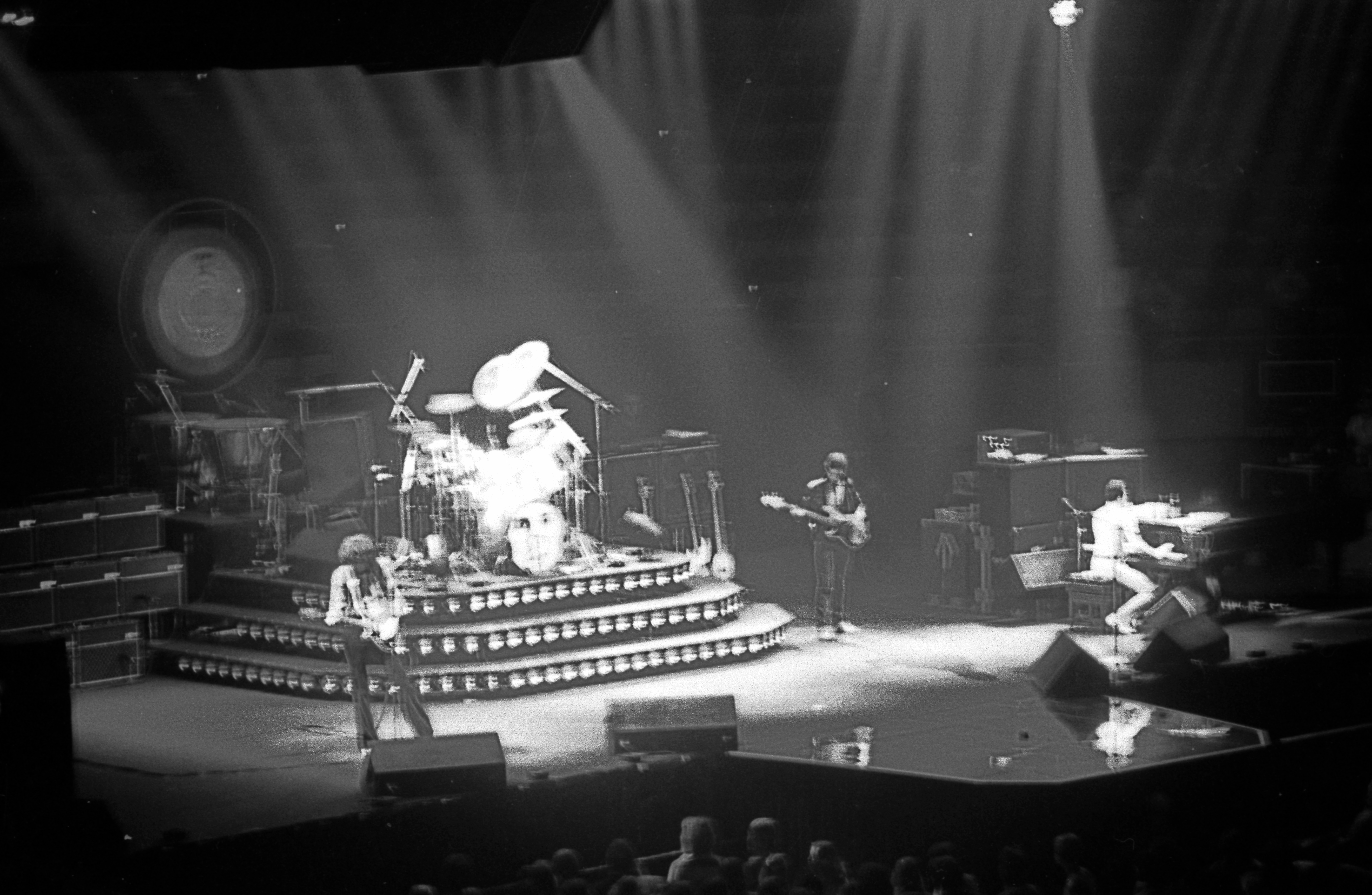
1980年7月14日のオークランド公演での写真

1981年3月8日のブエノスアイレス公演には、ディエゴ・マラドーナがゲストとして登場した 。

The Game Tourは、イギリスのロックバンド、クイーンが1980年から1981年にかけて行った、アルバム『ザ・ゲーム』と『フラッシュ・ゴードン』のリリースに伴うコンサート・ツアーである。
このツアーでは、バンドが初の南米公演を行い、ブラジルのサンパウロでの2夜連続公演では2夜とも観客が10万人以上集まった。

## セットリスト
これは1980年12月10日にイングランドのロンドンで行われたライブのセットリストであり、ツアー期間中の全てのセットリストを表すものではない。
1. イントロ
2. 監獄ロック
3. ウィ・ウィル・ロック・ユー (ファスト・バージョン)
4. レット・ミー・エンターテイン・ユー
5. プレイ・ザ・ゲーム
6. ムスターファ
7. デス・オン・トゥー・レッグス
8. キラー・クイーン
9. アイム・イン・ラヴ・ウィズ・マイ・カー
10. ゲット・ダウン・メイク・ラヴ
11. セイヴ・ミー
12. ナウ・アイム・ヒア
13. ドラゴン・アタック
14. ナウ・アイム・ヒア (リプライズ)
15. ファット・ボトムド・ガールズ
16. ラヴ・オブ・マイ・ライフ
17. 炎のロックンロール
18. ドラム・ソロ
19. ギター・ソロ
20. 宇宙戦争のテーマ
21. フラッシュのテーマ
22. ザ・ヒーロー
23. 愛という名の欲望
24. ボヘミアン・ラプソディ
25. タイ・ユア・マザー・ダウン
アンコール
26. 地獄へ道づれ
27. シアー・ハート・アタック
アンコール
28. ウィ・ウィル・ロック・ユー
29. 伝説のチャンピオン
30. ゴッド・セイヴ・ザ・クイーン

### 上記以外に演奏された曲
- ミン皇帝のテーマ[3]
- 夜の天使[4]
- ロック・イット[4]
- 愛にすべてを[5]
- マイ・ベスト・フレンド[6]
- イマジン[7]
- ブライトン・ロック[7]
- 鷹人間バルタンのテーマ[8]
- 手をとりあって[9]
- アンダー・プレッシャー[10]

## ツアー日程
| 日付                                 | 都市               | 国             | 会場                                                     |
| ------------------------------------ | ------------------ | -------------- | -------------------------------------------------------- |
| 北米                                 |                    |                |                                                          |
| 1980年6月30日                        | バンクーバー       | カナダ         | パシフィック・コロシアム                                 |
| 1980年7月1日                         | シアトル           | アメリカ合衆国 | シアトル・センター・コロシアム                           |
| 1980年7月2日                         | ポートランド       | アメリカ合衆国 | ポートランド・メモリアル・コロシアム                     |
| 1980年7月5日                         | サンディエゴ       | アメリカ合衆国 | サンディエゴ・スポーツ・アリーナ                         |
| 1980年7月6日                         | フェニックス       | アメリカ合衆国 | コンプトン・テラス                                       |
| 1980年7月8日                         | イングルウッド     | アメリカ合衆国 | ザ・フォーラム                                           |
| 1980年7月9日                         | イングルウッド     | アメリカ合衆国 | ザ・フォーラム                                           |
| 1980年7月11日                        | イングルウッド     | アメリカ合衆国 | ザ・フォーラム                                           |
| 1980年7月12日                        | イングルウッド     | アメリカ合衆国 | ザ・フォーラム                                           |
| 1980年7月13日                        | オークランド       | アメリカ合衆国 | オークランド・アラメダ・カウンティ・コロシアム・アリーナ |
| 1980年7月14日                        | オークランド       | アメリカ合衆国 | オークランド・アラメダ・カウンティ・コロシアム・アリーナ |
| 1980年8月5日                         | メンフィス         | アメリカ合衆国 | ミッドサウス・コロシアム                                 |
| 1980年8月6日                         | バトンルージュ     | アメリカ合衆国 | リバーサイド・セントプレックス・アリーナ                 |
| 1980年8月8日                         | オクラホマシティ   | アメリカ合衆国 | ミリアド・コンベンション・センター                       |
| 1980年8月9日                         | ダラス             | アメリカ合衆国 | リユニオン・アリーナ                                     |
| 1980年8月10日                        | ヒューストン       | アメリカ合衆国 | ザ・サミット                                             |
| 1980年8月12日                        | アトランタ         | アメリカ合衆国 | オムニ・コロシアム                                       |
| 1980年8月13日                        | シャーロット       | アメリカ合衆国 | シャーロット・コロシアム                                 |
| 1980年8月14日                        | グリーンズボロ     | アメリカ合衆国 | グリーンズボロ・コロシアム                               |
| 1980年8月16日                        | チャールストン     | アメリカ合衆国 | チャールストン・コロシアム                               |
| 1980年8月17日                        | インディアナポリス | アメリカ合衆国 | マーケット・スクエア・アリーナ                           |
| 1980年8月20日                        | ハートフォード     | アメリカ合衆国 | ハートフォード・シビック・センター                       |
| 1980年8月22日                        | フィラデルフィア   | アメリカ合衆国 | スペクトラム                                             |
| 1980年8月23日                        | ボルチモア         | アメリカ合衆国 | ボルチモア・シビック・センター                           |
| 1980年8月24日                        | ピッツバーグ       | アメリカ合衆国 | ピッツバーグ・シビック・アリーナ                         |
| 1980年8月26日                        | プロビデンス       | アメリカ合衆国 | プロビデンス・シビック・センター                         |
| 1980年8月27日                        | ポートランド       | アメリカ合衆国 | カンバーランド・カウンティ・シビック・センター           |
| 1980年8月28日                        | モントリオール     | カナダ         | モントリオール・フォーラム                               |
| 1980年8月30日                        | トロント           | カナダ         | CNEグランドスタンド                                      |
| 1980年9月10日                        | ミルウォーキー     | アメリカ合衆国 | メッカ・アリーナ                                         |
| 1980年9月12日                        | カンザスシティ     | アメリカ合衆国 | ケンパー・アリーナ                                       |
| 1980年9月13日                        | オマハ             | アメリカ合衆国 | オマハ・シビック・オーディトリアム                       |
| 1980年9月14日                        | セントポール       | アメリカ合衆国 | セントポール・シビック・センター                         |
| 1980年9月16日                        | エイムズ           | アメリカ合衆国 | ヒルトン・コロシアム                                     |
| 1980年9月17日                        | セントルイス       | アメリカ合衆国 | チェッカードーム                                         |
| 1980年9月19日                        | ローズモント       | アメリカ合衆国 | ローズモント・ホライゾン                                 |
| 1980年9月20日                        | デトロイト         | アメリカ合衆国 | ジョー・ルイス・アリーナ                                 |
| 1980年9月21日                        | リッチフィールド   | アメリカ合衆国 | リッチフィールド・コロシアム                             |
| 1980年9月23日                        | グレンズフォールズ | アメリカ合衆国 | グレンズフォールズ・シビック・センター                   |
| 1980年9月24日                        | シラキュース       | アメリカ合衆国 | オノンダガ・カウンティ・ウォー・メモリアル               |
| 1980年9月26日                        | ボストン           | アメリカ合衆国 | ボストン・ガーデン                                       |
| 1980年9月28日                        | ニューヨーク       | アメリカ合衆国 | マディソン・スクエア・ガーデン                           |
| 1980年9月29日                        | ニューヨーク       | アメリカ合衆国 | マディソン・スクエア・ガーデン                           |
| 1980年9月30日                        | ニューヨーク       | アメリカ合衆国 | マディソン・スクエア・ガーデン                           |
| ヨーロッパ                           |                    |                |                                                          |
| 1980年11月23日                       | チューリッヒ       | スイス         | ハレンシュタディオン                                     |
| 1980年11月25日                       | パリ               | フランス       | ラ・ロトンド・デュ・ブールジェ                           |
| 1980年11月26日                       | ケルン             | 西ドイツ       | ケルン・スポーツハレ                                     |
| 1980年11月27日                       | ライデン           | オランダ       | フレンノールトハーレン                                   |
| 1980年11月29日                       | エッセン           | 西ドイツ       | グルーガハレ                                             |
| 1980年11月30日                       | 西ベルリン         | 西ベルリン     | ドイチュラント・ハレ                                     |
| 1980年12月1日                        | ブレーメン         | 西ドイツ       | シュタットハレ・ブレーメン                               |
| 1980年12月5日                        | バーミンガム       | イングランド   | バーミンガム・インターナショナル・アリーナ               |
| 1980年12月6日                        | バーミンガム       | イングランド   | バーミンガム・インターナショナル・アリーナ               |
| 1980年12月8日                        | ロンドン           | イングランド   | ウェンブリー・アリーナ                                   |
| 1980年12月9日                        | ロンドン           | イングランド   | ウェンブリー・アリーナ                                   |
| 1980年12月10日                       | ロンドン           | イングランド   | ウェンブリー・アリーナ                                   |
| 1980年12月12日                       | ブリュッセル       | ベルギー       | フォレスト・ナショナル                                   |
| 1980年12月13日                       | ブリュッセル       | ベルギー       | フォレスト・ナショナル                                   |
| 1980年12月14日                       | フランクフルト     | 西ドイツ       | フェストハレ・フランクフルト                             |
| 1980年12月16日                       | ストラスブール     | フランス       | ホール・レーヌス                                         |
| 1980年12月14日                       | ミュンヘン         | 西ドイツ       | オリンピアハレ                                           |
| アジア                               |                    |                |                                                          |
| 1981年2月12日                        | 東京               | 日本           | 日本武道館                                               |
| 1981年2月13日                        | 東京               | 日本           | 日本武道館                                               |
| 1981年2月16日                        | 東京               | 日本           | 日本武道館                                               |
| 1981年2月17日                        | 東京               | 日本           | 日本武道館                                               |
| 1981年2月18日                        | 東京               | 日本           | 日本武道館                                               |
| 南米 (South America Bites the Dust)  |                    |                |                                                          |
| 1981年2月28日                        | ブエノスアイレス   | アルゼンチン   | エスタディオ・ホセ・アマルフィターニ                     |
| 1981年3月1日                         | ブエノスアイレス   | アルゼンチン   | エスタディオ・ホセ・アマルフィターニ                     |
| 1981年3月4日                         | マル・デル・プラタ | アルゼンチン   | エスタディオ・ホセ・マリア・ミネージャ                   |
| 1981年3月6日                         | ロサリオ           | アルゼンチン   | エスタディオ・ヒガンテ・デ・アロシート                   |
| 1981年3月8日                         | ブエノスアイレス   | アルゼンチン   | エスタディオ・ホセ・アマルフィターニ                     |
| 1981年3月20日                        | サンパウロ         | ブラジル       | エスタジオ・ド・モルンビー                               |
| 1981年3月21日                        | サンパウロ         | ブラジル       | エスタジオ・ド・モルンビー                               |
| 南米・北米 (Gluttons for Punishment) |                    |                |                                                          |
| 1981年9月25日                        | カラカス           | ベネズエラ     | ポリエドロ・デ・カラカス                                 |
| 1981年9月26日                        | カラカス           | ベネズエラ     | ポリエドロ・デ・カラカス                                 |
| 1981年9月27日                        | カラカス           | ベネズエラ     | ポリエドロ・デ・カラカス                                 |
| 1981年10月9日                        | モンテレイ         | メキシコ       | エスタディオ・ウニベルシタリオ                           |
| 1981年10月17日                       | プエブラ           | メキシコ       | エスタディオ・イグナシオ・サラゴサ                       |
| 1981年10月18日                       | プエブラ           | メキシコ       | エスタディオ・イグナシオ・サラゴサ                       |
| 北米 (ロック・モントリオール)        |                    |                |                                                          |
| 1981年11月24日                       | モントリオール     | カナダ         | モントリオール・フォーラム                               |
| 1981年11月25日                       | モントリオール     | カナダ         | モントリオール・フォーラム                               |

### 中止された公演
| 1980年8月16日  | ニューヨーク     | バタシー・パーク・オープン・エアー     | 中止                                                                     |
| 1980年8月17日  | シンシナティ     | リバーフロント・コロシアム             | 中止                                                                     |
| 1980年9月2日   | ニューヘイブン   | ニューヘイブン・コロシアム             | 中止                                                                     |
| 1980年9月5日   | レキシントン     | ラップ・アリーナ                       | 中止                                                                     |
| 1980年9月9日   | マディソン       | デーン・カウンティ・コロシアム         | 中止                                                                     |
| 1981年3月13日  | ポルト・アレグレ | エスタディオ・オリンピコ・モヌメンタル | 中止                                                                     |
| 1981年3月27日  | リオデジャネイロ | エスタジオ・ド・マラカナン             | 1981年10月に延期された後、中止                                           |
| 1981年9月29日  | カラカス         | ポリエドロ・デ・カラカス               | ベネズエラの元大統領、ロムロ・ベタンクールの死去による服喪期間のため中止 |
| 1981年9月30日  | カラカス         | ポリエドロ・デ・カラカス               | ベネズエラの元大統領、ロムロ・ベタンクールの死去による服喪期間のため中止 |
| 1981年10月10日 | モンテレイ       | エスタディオ・ウニベルシタリオ         | 中止                                                                     |
| 1981年10月15日 | グアダラハラ     | エスタディオ・ハリスコ                 | 中止                                                                     |
| 1981年10月16日 | グアダラハラ     | エスタディオ・ハリスコ                 | 中止                                                                     |